# Dimităr Tontjev

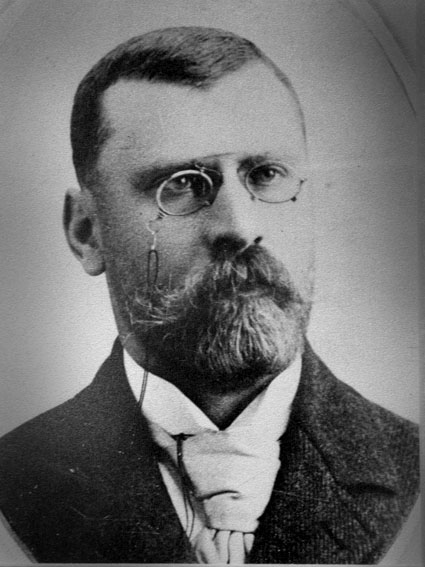
Dimităr Tontjev

Dimităr Stojanov Tontjev (Димитър Стоянов Тончев), född 7 november 1859 i Kalofer, död 20 februari 1937 i Sofia, var en bulgarisk politiker.
Tontjev ägnade sig först åt advokatyrket, uppsatte 1893 det mot Stefan Stambolov riktade oppositionsbladet "Svobodno slovo" och redigerade det radoslavska partiets organ "Narodna prava" (1895–99) och "Svobodna duma" (1901). Han deltog livligt i Östrumeliens förening med Bulgarien, var ledamot av sobranjen 1885–92 och dess president 1887–89.
Efter fåfängt försök att återinsätta Alexander av Battenberg på tronen understödde han kraftigt furst Ferdinands kandidatur och var 1889–91 justitieminister i ministären Stambolov, mot vilken han dock trädde i öppen opposition 1892. I Konstantin Stoilovs och Vasil Radoslavovs koalitionsministär 1894 övertog han handels- och jordbruksdepartementet och blev efter Stoilovs fall 1899 minister för offentliga arbeten i ministärerna Dimităr Grekov och Todor Ivantjov samt utrikesminister 1900, men lämnade statstjänsten 1901.
Jämte sina kolleger i kabinettet Ivantjov blev Tontjev 1903 dömd till åtta månaders fängelse och förlust av medborgerliga rättigheter för tjänsteförseelser (rörande penningmedel för inköp av järnvägsmateriel), men benådades genom amnestilagen i december 1903. Åren 1913–18 var han finansminister i Radoslavovs kabinett.